# 鍼灸大学
鍼灸大学（しんきゅうだいがく）とは、4年制鍼灸教育を行っている大学の通称である。
なお鍼灸学部鍼灸学科のみの単科大学から総合大学の保健科学部保健科学科など鍼灸教育を行っている4年制大学にはさまざまな形態があるため、鍼灸系大学などと称されることもある。

## 概要
2024年現在、日本においてはり師・きゅう師を養成する大学は宝塚医療大学、帝京平成大学、東京有明医療大学、常葉大学、新潟医療福祉大学、関西医療大学、明治国際医療大学、鈴鹿医療科学大学、森ノ宮医療大学、九州看護福祉大学、九州医療科学大学そして視覚障害者のみを受け入れる国立の筑波技術大学がある。